# 五族共和歌
「五族共和歌」（ごぞくきょうわか）は、中華民国臨時政府が公布した国歌。

## 解説
沈恩福が作詞・作曲したものである。沈鵬年著。 1912年（民国元年）に中華民国臨時政府が南京に設立され、教育総督の蔡元培は国民から国歌を募集し、その結果この曲が選定された。1913年に、その国歌は「卿雲歌」に置き換えられた。